# Elne
Elne (Catalaans: Elna) is een gemeente in het Franse departement Pyrénées-Orientales (regio Occitanie). De plaats maakt deel uit van het arrondissement Perpignan. In de gemeente ligt spoorwegstation Elne. Elne telde op 1 januari 2022 9.479 inwoners.
De stad heeft delen van haar middeleeuwse versterkingen bewaard. Ook heeft Elne als voormalige bisschopsstad een kathedraal.

## Geschiedenis
De oudste bewoning betreft een Iberisch oppidum. De streek werd daarna gekoloniseerd door Kelten en in de 2e eeuw v.C. door de Romeinen. De inwoners van Illiberis, zoals de plaats toen bekend stond, onderhandelden met Hannibal en verleenden hem vrije doorgang op zijn krijgstocht naar Italië. Na de militaire machtsovername door de Romeinen in 121 v.C. verloor Illiberis aan belang ten koste van Ruscino (bij Perpignan). In 337 veranderde keizer Constantijn de naam van de stad in Castrum Helenae naar zijn moeder en verhuisde de administratieve zetel van Ruscino naar Elenea. Ook onder de Visigoten bleef Elenea een belangrijke stad. In 550 werd het een bisschopszetel.
Tussen de 11e en de 13e eeuw werd de kathedraal van Elne, gewijd aan de heilige Eulalia, gebouwd. De stad hing onder de Karolingen zowel af van de bisschop als van het kapittel van de kathedraal. Dit veranderde in 1197 toen Elne een gemeente werd bestuurd door verkozen consuls. In 1285 werd de stad verwoest door de Franse koning Filips III tijdens zijn verovering van Roussillon (zie: Aragonese Kruistocht). Daarna werd de stad nog verschillende keren belegerd. In 1601 werd de bisschopszetel verplaatst naar Perpignan en in 1678 werd het bisdom Elne opgeheven.
In 1641 werd de stad veroverd door de Fransen en door de Vrede van de Pyreneeën werd ze deel van Frankrijk. In 1793 werd er opnieuw gevochten door Fransen en Spanjaarden om de stad.

## Geografie
De oppervlakte van Elne bedroeg op 1 januari 2022 21,29 vierkante kilometer; de bevolkingsdichtheid was toen 445,2 inwoners per km². De stad ligt in de vlakte van Roussillon ten zuiden van Perpignan.
De onderstaande kaart toont de ligging van Elne met de belangrijkste infrastructuur en aangrenzende gemeenten.

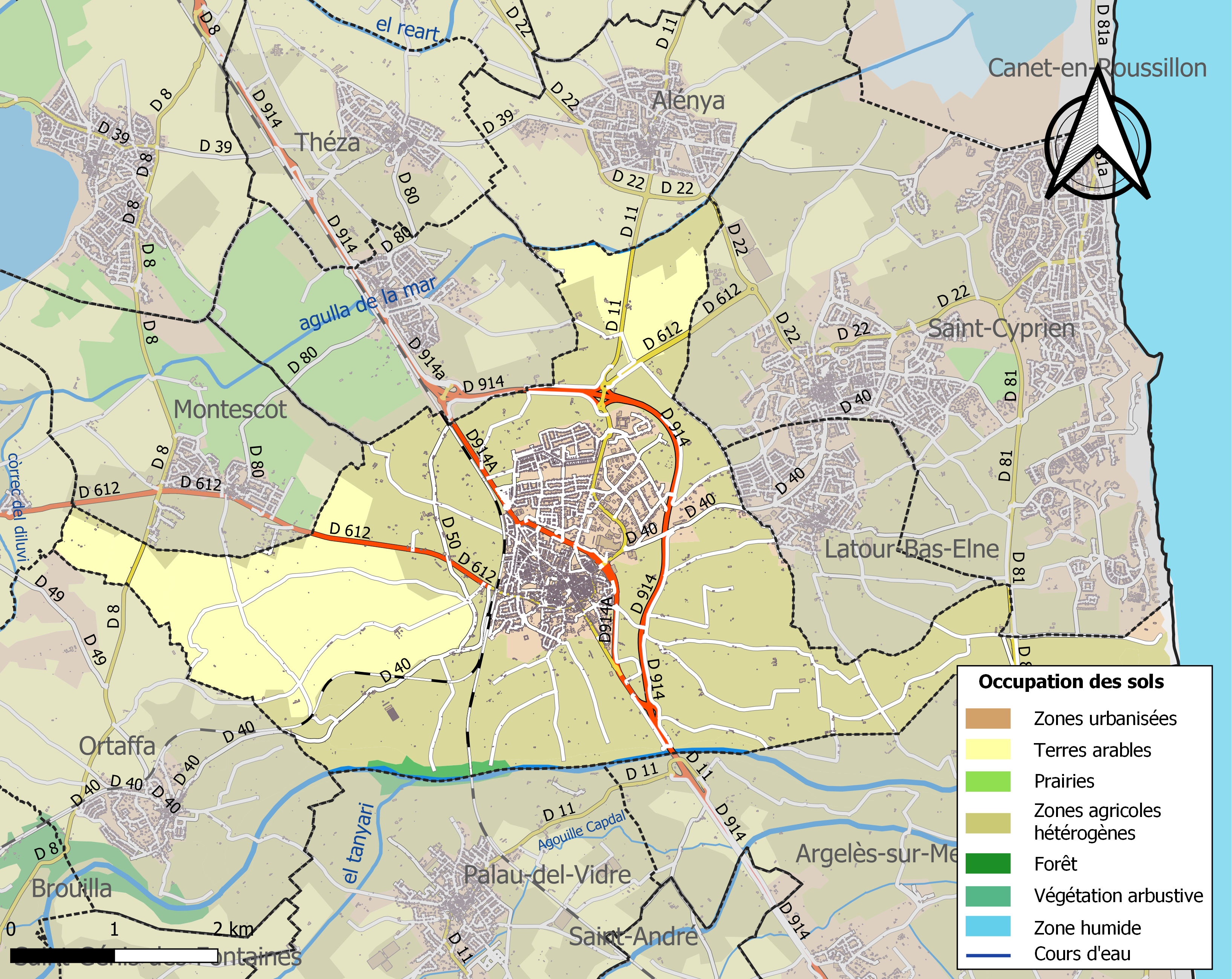

## Demografie
Onderstaande figuur toont het verloop van het inwonertal (bron: INSEE-tellingen).